# سهره مغولی
سهره مغولی نام علمی آن (Rhodopechys mongolicus) است و ۱۴ سانتی‌متر طول دارد وکوهستان‌نشین است. شبیه سهره صورتی بوده، و سهره بالغ، به واسطه سفیدی بزرگ روی بال‌ها وپاهای قهوه‌ای مایل به زردش مشخص می‌شود. پرنده نر دارای لکه کوچک گلی رنگی روی دمگاه است (سطح گلی رنگ روی دمگاه سهره صورتی بزرگ‌تر است) ورنگ گلی صورتی روی گلو متغیر بوده و در سینه و پهلوها نیز اثر همین رنگ دیده می‌شود. در قاعده پرهای بزرگش رنگ قرمز گلی نیز دیده می‌شود (که در سهره معمولی، گلی خاکستری بدون سفیدی است). در پرهای دم سفیدی و در نوار ابرویی رنگ گلی دیده می‌شود. پرنده ماده تولید مثل کننده، رنگ پریده تر وپهلوها مانند پرنده نر، صورتی است. در پر وبال تازه در پاییز، هردوجنس شبیه هم و مانند پرنده ماده تولید مثل ککنده‌اند. پرنده جوان شبیه پرنده ماده‌است اما در پر وبالش رنگ شنی قهوه‌ای دیده می‌شود وزیر تنه فاقد رنگ صورتی است. در پرنده نابالغ، عمدتاً رگه‌های سفید وسیاهی در دُم دیده می‌شود. این پرنده در مناطق کوهستانی، در ارتفاع ۲۷۰۰ متر به بالا، بیابان‌های خشک وبکر وسنگی، نیمه بیابانی وشیب‌های سنگی کوهستان به سر برده ولا به لای صخره‌ها وزیر بوته‌ها آشیانه می‌سازد. در ایران، بومی ونسبتاً فراوان است.